# NACK5 스타디움 오미야

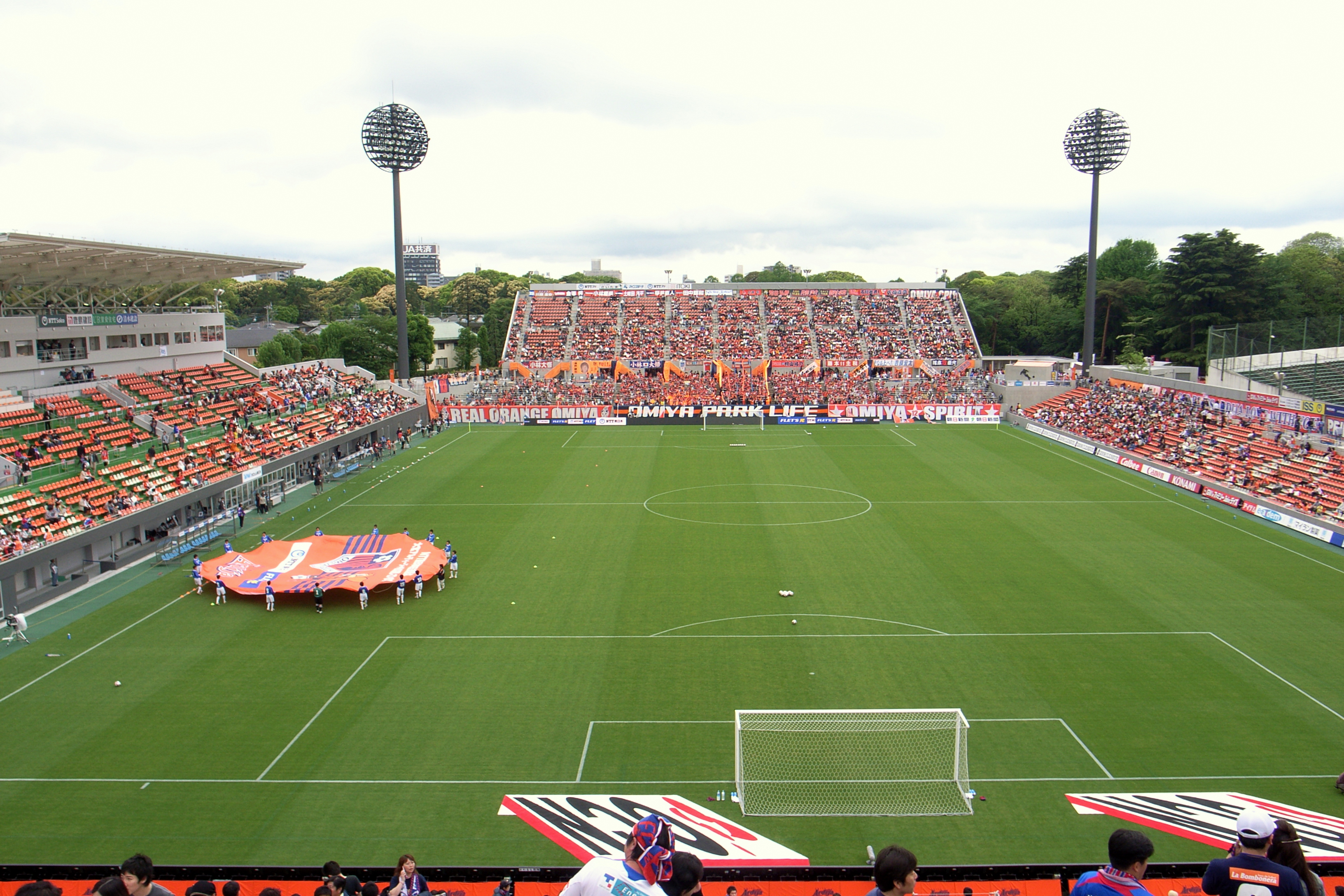
사이타마시 오미야 공원 축구장

NACK5 스타디움 오미야(일본어: ナックファイブスタジアム大宮)은 일본 사이타마현 사이타마시 오미야구 오미야 공원에 있는 축구장으로 RB 오미야 아르디자의 홈 구장으로 사용되고 있다.

## 기록

### 사이타마 시티컵
| 날짜           | 팀 1            | 스코어 | 팀 2               | 라운드 |
| -------------- | --------------- | ------ | ------------------ | ------ |
| 2010년 6월 4일 | 오미야 아르디자 | 5 - 0  | 수원 삼성 블루윙즈 | 2010년 |
| 2011년 6월 4일 | 오미야 아르디자 | 3 - 0  | 우라와 레즈        | 2011년 |